# 古希
古希（）とは70歳。年祝い（算賀）する場合が多い。原文表記は古稀。「稀」は常用漢字では無いので現在では「古希」と表記する場合が多い。

## 概要
唐の詩人杜甫の詩・曲江（）「酒債（）は尋常行く処（）に有り 人生七十古来稀なり」（酒代の付けは私が普通行く所には、どこにでもある（しかし）七十年生きる人は古くから稀である）が典拠。
長生きを祝う賀寿について、本来は数え年で祝うものとされたが、還暦以外は満年齢で置き替えて祝うことが多くなったとされる。一方で年齢のお祝いとして、数え年、満年齢のいずれでも差し支えないとするものもある。地域によっても慣習は異なる。
古希にちなむ色は紫色または紺色とされている。

## 慣用句
1939年（昭和14年）に双葉山が安藝ノ海に70連勝をかけて臨んだ取組の前に、大相撲ラジオ中継・和田信賢アナウンサーが「70歳は古稀、古来稀なり」の一節を含む実況を行った。